# Volta a Tarragona de 2009
La Volta a Tarragona de 2009 és la 50a edició de la Volta a Tarragona. La cursa es disputà entre el 2 i el 6 de juny de 2009, i fou guanyada pel jove francès de 25 anys Colin Menc, ciclista de l'Amical Velo Club Aixos. Aquesta cursa és considerada de categoria elit / sub-23.

## Equips participants
En aquesta 50a edició de la Volta a Tarragona hi van participar catorze equips de set corredors cadascun, aquests van ser:
- CC Camp Clar
- Serveto-Alcoletge
- Cas i Al - Quinquennals 2009
- ECP Continental Pro
- CJAM-CKT-NOVATEC
- UPV-Bancaixa
- Ciutat d'Oviedo - Tartiere
- UC Fuenlabrada
- Ciutat de Burgos
- Selecció EUA
- VC La Pomme Marseille
- Amical Velo Club Aixos
- Van Hermet Groep
- Lokomotiv

## Etapes

### Etapa 1.Reus-Tortosa.2 de junyde2009. 134 km
La primera etapa de la Volta a Tarragona del 2009 es disputà entre les localitats de Reus (Baix Camp) i Tortosa (Baix Ebre). La Volta trencava d'aquesta manera la tradicional primera etapa amb arribada a Alcanar.

La primera etapa comptà amb una escapada de quatre ciclistes, tot i que finalment arribaren dispersos a meta. El guanyador va ser el rus d'origen cubà Arguelyes Rodrigues de l'equip local Lokomotiv, aquest equip tot i ser rus té la seua seu central a Tortosa com a centre de formació de jóvens talents ciclistes.
|    | Ciclista            | Equip                  | Temps      |
| -- | ------------------- | ---------------------- | ---------- |
| 1  | Arguelyes Rodrigues | Lokomotiv              | 3h 11' 50" |
| 2  | Colin Menc          | Amical Velo Club Aixos | + 2"       |
| 3  | Johan Brunel        | VC La Pomme Marseille  | + 28"      |
| 4  | Jordi Fité          | ECP Continental Pro    | + 30"      |
| 5  | Iván Díaz           | UPV-Bancaixa           | + 3' 33"   |
| 6  | Erik Jan Kooiman    | Van Hermet Groep       | + 3' 33"   |
| 7  | Julien Antomarchi   | VC La Pomme Marseille  | + 3' 33"   |
| 8  | Aurelien Ribet      | Amical Velo Club Aixos | + 3' 33"   |
| 9  | Antonio García      | UPV-Bancaixa           | + 3' 33"   |
| 10 | Artiom Ovetxkin     | Lokomotiv              | + 3' 33"   |

|    | Ciclista            | Equip                  | Temps      |
| -- | ------------------- | ---------------------- | ---------- |
| 1  | Arguelyes Rodrigues | Lokomotiv              | 3h 11' 50" |
| 2  | Colin Menc          | Amical Velo Club Aixos | + 2"       |
| 3  | Johan Brunel        | VC La Pomme Marseille  | + 28"      |
| 4  | Jordi Fité          | ECP Continental Pro    | + 30"      |
| 5  | Iván Díaz           | UPV-Bancaixa           | + 3' 33"   |
| 6  | Erik Jan Kooiman    | Van Hermet Groep       | + 3' 33"   |
| 7  | Julien Antomarchi   | VC La Pomme Marseille  | + 3' 33"   |
| 8  | Aurelien Ribet      | Amical Velo Club Aixos | + 3' 33"   |
| 9  | Antonio García      | UPV-Bancaixa           | + 3' 33"   |
| 10 | Artiom Ovetxkin     | Lokomotiv              | + 3' 33"   |

### Etapa 2.Tortosa-La Pineda (Vila-seca).3 de junyde2009. 139 km
La segona etapa de la Volta a Tarragona del 2009 va enllaçar, Tortosa (Baix Ebre), amb La Pineda (Vila-seca) (Tarragonès).

Seguint la tònica general de l'anterior etapa els escapats van ser protagonistes, sobretot a partir de la meta volant situada a El Perelló. Això donà llavors més emoció a partir d'ara a la lluita per la classificació general. El guanyador a La Pineda va ser el lituà Evaldas Siskevicus.
|    | Ciclista           | Equip                  | Temps      |
| -- | ------------------ | ---------------------- | ---------- |
| 1  | Evaldas Siskevicus | VC La Pomme Marseille  | 3h 11' 50" |
| 2  | Julien Antomarchi  | VC La Pomme Marseille  | + 23"      |
| 3  | Joan Font          | CJAM-CKT-NOVATEC       | + 25"      |
| 4  | Thomas Lebas       | Amical Velo Club Aixos | + 25"      |
| 5  | Iván Díaz          | UPV-Bancaixa           | + 25"      |
| 6  | Antonio García     | UPV-Bancaixa           | + 25"      |
| 7  | Alexandre Roger    | Amical Velo Club Aixos | + 25"      |
| 8  | Erik Jan Kooiman   | Van Hermet Groep       | + 2' 54"   |
| 9  | Gonzalo Miranda    | UPV-Bancaixa           | + 2' 54"   |
| 10 | Niek Basten        | Van Hermet Groep       | + 2' 54"   |

|    | Ciclista            | Equip                  | Temps      |
| -- | ------------------- | ---------------------- | ---------- |
| 1  | Arguelyes Rodrigues | Lokomotiv              | 6h 30' 04" |
| 2  | Colin Menc          | Amical Velo Club Aixos | + 2"       |
| 3  | Julien Antomarchi   | VC La Pomme Marseille  | + 5"       |
| 4  | Iván Díaz           | UPV-Bancaixa           | + 7"       |
| 5  | Antonio García      | UPV-Bancaixa           | + 7"       |
| 6  | Alexandre Roger     | Amical Velo Club Aixos | + 18"      |
| 7  | Johan Brunel        | VC La Pomme Marseille  | + 28"      |
| 8  | Jordi Fité          | ECP Continental Pro    | + 30"      |
| 9  | Erik Jan Kooiman    | Van Hermet Groep       | + 2' 36"   |
| 10 | Alexander Ribakov   | Lokomotiv              | + 2' 41"   |

### Etapa 3.Alcanar-Salou.4 de junyde2009. 149,9 km
La tercera etapa de la Volta a Tarragona del 2009 unia les poblacions d'Alcanar (Montsià) i Salou (Tarragonès).
|    | Ciclista          | Equip                  | Temps      |
| -- | ----------------- | ---------------------- | ---------- |
| 1  | Johan Brunel      | VC La Pomme Marseille  | 3h 33' 12" |
| 2  | Erik Jan Kooiman  | Van Hermet Groep       | m. t.      |
| 3  | Vicent Òscar Grau | UPV-Bancaixa           | m. t.      |
| 4  | Carles Herrero    | ECP Continental Pro    | m. t.      |
| 5  | Claudio Franco    | Serveto-Alcoletge      | m. t.      |
| 6  | Joan Vicent Della | CC Camp Clar           | m. t.      |
| 7  | Valery Kaikov     | Lokomotiv              | m. t.      |
| 8  | Thomas Lebas      | Amical Velo Club Aixos | + 2"       |
| 9  | Colin Menc        | Amical Velo Club Aixos | + 2"       |
| 10 | Artur Erstov      | Lokomotiv              | + 59"      |

|    | Ciclista            | Equip                  | Temps       |
| -- | ------------------- | ---------------------- | ----------- |
| 1  | Colin Menc          | Amical Velo Club Aixos | 10h 03' 20" |
| 2  | Johan Brunel        | VC La Pomme Marseille  | + 24"       |
| 3  | Arguelyes Rodrigues | Lokomotiv              | + 55"       |
| 4  | Julien Antomarchi   | VC La Pomme Marseille  | + 1' 00"    |
| 5  | Antonio García      | UPV-Bancaixa           | + 1' 02"    |
| 6  | Iván Díaz           | UPV-Bancaixa           | + 1' 02"    |
| 7  | Alexandre Roger     | Amical Velo Club Aixos | + 1' 13"    |
| 8  | Jordi Fité          | ECP Continental Pro    | + 1' 25"    |
| 9  | Erik Jan Kooiman    | Van Hermet Groep       | + 2' 32"    |
| 10 | Alexander Ribakov   | Lokomotiv              | + 3' 36"    |

### Etapa 4.Cambrils-Cambrils.5 de junyde2009. 135 km
La quarta etapa de la Volta a Tarragona del 2009 tingué la sortida i la meta a la localitat de Cambrils (Baix Camp).

Aquesta era considerada per molts l'etapa reina d'aquesta edició. Com ja ve sent habitual l'alt de La Mussara s'erigia com a jutge de l'etapa, tot i això, l'escapada bona no es formà fins passades totes les dificultats muntanyoses. L'etapa se l'adjudicà el rus Ryabkin per davant dels seus companys d'escapada.
|    | Ciclista           | Equip                 | Temps      |
| -- | ------------------ | --------------------- | ---------- |
| 1  | Alexander Ryabkin  | Lokomotiv             | 3h 30' 01" |
| 2  | Claudio Franco     | Serveto-Alcoletge     | + 11"      |
| 3  | Mike Terpstra      | Van Hermet Groep      | + 17"      |
| 4  | Sergi Casanova     | CC Camp Clar          | + 20"      |
| 5  | Jonathan Lopez     | VC La Pomme Marseille | + 20"      |
| 6  | Antoni Miguel      | CC Camp Clar          | + 42"      |
| 7  | Erik Jan Kooiman   | Van Hermet Groep      | + 42"      |
| 8  | Johnny Van Diermen | Van Hermet Groep      | + 42"      |
| 9  | Johan Brunel       | VC La Pomme Marseille | + 42"      |
| 10 | Jesús Herrada      | ECP Continental Pro   | + 42"      |

|    | Ciclista            | Equip                  | Temps       |
| -- | ------------------- | ---------------------- | ----------- |
| 1  | Colin Menc          | Amical Velo Club Aixos | 13h 34' 03" |
| 2  | Johan Brunel        | VC La Pomme Marseille  | + 24"       |
| 3  | Arguelyes Rodrigues | Lokomotiv              | + 55"       |
| 4  | Antonio García      | UPV-Bancaixa           | + 1' 02"    |
| 5  | Iván Díaz           | UPV-Bancaixa           | + 1' 02"    |
| 6  | Julien Antomarchi   | VC La Pomme Marseille  | + 1' 07"    |
| 7  | Alexandre Roger     | Amical Velo Club Aixos | + 1' 13"    |
| 8  | Jordi Fité          | ECP Continental Pro    | + 1' 25"    |
| 9  | Erik Jan Kooiman    | Van Hermet Groep       | + 2' 32"    |
| 10 | Alexander Ribakov   | Lokomotiv              | + 3' 36"    |

### Etapa 5.Riudecanyes-Reus.6 de junyde2009.

#### Etapa 5a.Riudecanyes-Castell d'Escornalbou.6 de junyde2009. 5 km (CRI)
La primera part de la cinquena etapa és la ja tradicional i alhora decisiva cronoescalada d'ascensió al Castell d'Escornalbou. Aquesta exigent cronoescalada amb sortida a Riudecanyes (Baix Camp), amb un percentatge de desnivell d'un 20% en els últims cinc-cents metres, ja ha estat el jutge de les últimes edicions de la Volta, i aquest any no va ser diferent.

Aquest any es va acabar confirmant la victòria del jove francès Colin Menc sobre el rus Rodrigues. Menc sols va cedir-li una quinzena de segons.
| Resultats \| \| Ciclista \| Equip \| Temps \| \| -- \| ------------------- \| ---------------------- \| -------- \| \| 1 \| Artiom Ovetxkin \| Lokomotiv \| 13' 05" \| \| 2 \| Iván Díaz \| UPV-Bancaixa \| + 37" \| \| 3 \| Arguelyes Rodrigues \| Lokomotiv \| + 39" \| \| 4 \| Julien Antomarchi \| VC La Pomme Marseille \| + 47" \| \| 5 \| Thomas Lebas \| Amical Velo Club Aixos \| + 53" \| \| 6 \| David de la Cruz \| ECP Continental Pro \| + 54" \| \| 7 \| Colin Menc \| Amical Velo Club Aixos \| + 54" \| \| 8 \| Alexander Ribakov \| Lokomotiv \| + 54" \| \| 9 \| Alexander Ryabkin \| Lokomotiv \| + 1' 08" \| \| 10 \| Alexandre Roger \| Amical Velo Club Aixos \| + 1' 09" \| |                     |                        |          |
| | Ciclista            | Equip                  | Temps    |
| 1 | Artiom Ovetxkin     | Lokomotiv              | 13' 05"  |
| 2 | Iván Díaz           | UPV-Bancaixa           | + 37"    |
| 3 | Arguelyes Rodrigues | Lokomotiv              | + 39"    |
| 4 | Julien Antomarchi   | VC La Pomme Marseille  | + 47"    |
| 5 | Thomas Lebas        | Amical Velo Club Aixos | + 53"    |
| 6 | David de la Cruz    | ECP Continental Pro    | + 54"    |
| 7 | Colin Menc          | Amical Velo Club Aixos | + 54"    |
| 8 | Alexander Ribakov   | Lokomotiv              | + 54"    |
| 9 | Alexander Ryabkin   | Lokomotiv              | + 1' 08" |
| 10 | Alexandre Roger     | Amical Velo Club Aixos | + 1' 09" |

#### Etapa 5b.Tarragona-Reus.6 de junyde2009. 88 km
La segona part de l'última etapa es va disputar entre la capital del Tarragonès, Tarragona i la del Baix Camp, Reus. El que havia de ser segurament un passeig triomfal per a Menc va acabar sent una etapa amb un final emocionant on Rodrigues va lluitar fins a l'últim metre per a escalar fins a l'esglaó més alt del pòdium, tot i guanyar l'etapa el francès no va aconseguir arrabassar-li el mallot del líder al jove ciclista de l'AVC Aix en Provence.
|    | Ciclista            | Equip                      | Temps      |
| -- | ------------------- | -------------------------- | ---------- |
| 1  | Arguelyes Rodrigues | Lokomotiv                  | 2h 02' 44" |
| 2  | Johan Brunel        | VC La Pomme Marseille      | m. t.      |
| 3  | Antonio García      | UPV-Bancaixa               | + 1"       |
| 4  | Yvo Kusters         | Van Hermet Groep           | + 10"      |
| 5  | Antoni Miguel       | CC Camp Clar               | + 10"      |
| 6  | Jesús Herrada       | ECP Continental Pro        | + 10"      |
| 7  | Marco F. Flores     | Ciutat d'Oviedo - Tartiere | + 10"      |
| 8  | Artur Erstov        | Lokomotiv                  | + 10"      |
| 9  | Jonathan Lopez      | VC La Pomme Marseille      | + 10"      |
| 10 | Vicent Òscar Grau   | UPV-Bancaixa               | + 10""     |

|    | Ciclista            | Equip                  | Temps       |
| -- | ------------------- | ---------------------- | ----------- |
| 1  | Colin Menc          | Amical Velo Club Aixos | 15h 50' 56" |
| 2  | Arguelyes Rodrigues | Lokomotiv              | + 30"       |
| 3  | Johan Brunel        | VC La Pomme Marseille  | + 31"       |
| 4  | Iván Díaz           | UPV-Bancaixa           | + 45"       |
| 5  | Julien Antomarchi   | VC La Pomme Marseille  | + 1' 00"    |
| 6  | Antonio García      | UPV-Bancaixa           | + 1' 09"    |
| 7  | Jordi Fité          | ECP Continental Pro    | + 2' 16"    |
| 8  | Artiom Ovetxkin     | Lokomotiv              | + 3' 34"    |
| 9  | Alexander Ribakov   | Lokomotiv              | + 3' 36"    |
| 10 | Erik Jan Kooiman    | Van Hermet Groep       | + 4' 07"    |

## Classificacions finals

### Classificació general
|    | Ciclista            | Equip                  | Temps       |
| -- | ------------------- | ---------------------- | ----------- |
| 1  | Colin Menc          | Amical Velo Club Aixos | 15h 50' 56" |
| 2  | Arguelyes Rodrigues | Lokomotiv              | + 30"       |
| 3  | Johan Brunel        | VC La Pomme Marseille  | + 31"       |
| 4  | Iván Díaz           | UPV-Bancaixa           | + 45"       |
| 5  | Julien Antomarchi   | VC La Pomme Marseille  | + 1' 00"    |
| 6  | Antonio García      | UPV-Bancaixa           | + 1' 09"    |
| 7  | Jordi Fité          | ECP Continental Pro    | + 2' 16"    |
| 8  | Artiom Ovetxkin     | Lokomotiv              | + 3' 34"    |
| 9  | Alexander Ribakov   | Lokomotiv              | + 3' 36"    |
| 10 | Erik Jan Kooiman    | Van Hermet Groep       | + 4' 07"    |
| 11 | Niek Basten         | Van Hermet Groep       | + 4' 19"    |
| 12 | Thomas Lebas        | Amical Velo Club Aixos | + 5' 21"    |
| 13 | Aurelien Ribet      | Amical Velo Club Aixos | + 5' 33"    |
| 14 | Alexandre Roger     | Amical Velo Club Aixos | + 6' 29"    |
| 15 | Antonio Miguel      | CC Camp Clar           | + 6' 30"    |

### Classificació regularitat
|   | Ciclista            | Equip                 | Punts    |
| - | ------------------- | --------------------- | -------- |
| 1 | Johan Brunel        | VC La Pomme Marseille | 68 punts |
| 2 | Erik Jan Kooiman    | Van Hermet Groep      | 52 punts |
| 3 | Arguelyes Rodrigues | Lokomotiv             | 50 punts |
| 4 | Antonio García      | UPV-Bancaixa          | 33 punts |
| 5 | Claudio Franco      | Serveto-Alcoletge     | 32 punts |

### Classificació muntanya
|   | Ciclista            | Equip                  | Punts    |
| - | ------------------- | ---------------------- | -------- |
| 1 | Artiom Ovetxkin     | Lokomotiv              | 31 punts |
| 2 | Evaldas Siskevicus  | VC La Pomme Marseille  | 16 punts |
| 3 | Arguelyes Rodrigues | Lokomotiv              | 12 punts |
| 4 | Mike Terpstra       | Van Hermet Groep       | 9 punts  |
| 5 | Alexandre Roger     | Amical Velo Club Aixos | 8 punts  |

### Classificació metes volants
|   | Ciclista        | Equip                  | Punts    |
| - | --------------- | ---------------------- | -------- |
| 1 | Iván Díaz       | UPV-Bancaixa           | 10 punts |
| 2 | Joan Font       | CJAM-CKT-NOVATEC       | 4 punts  |
| 3 | Niek Basten     | Van Hermet Groep       | 4 punts  |
| 4 | Colin Menc      | Amical Velo Club Aixos | 3 punts  |
| 5 | Artiom Ovetxkin | Lokomotiv              | 3 punts  |

### Classificació equips
|   | País          | Equip                  | Temps       |
| - | ------------- | ---------------------- | ----------- |
| 1 | Occitània     | Amical Velo Club Aixos | 47h 35' 54" |
| 2 | Rússia        | Lokomotiv              | 47h 37' 50" |
| 3 | França        | VC La Pomme Marseille  | 47h 39' 26" |
| 4 | Països Baixos | Van Hermet Groep       | 47h 49' 34" |
| 5 | País Valencià | UPV-Bancaixa           | 47h 50' 57" |